# Theophanie
Theophanie (altgriechisch θεός theos „Gott“; φαίνεσθαι phainesthai „sich zeigen“, „erscheinen“) bedeutet wörtlich übersetzt „Erscheinung eines Gottes“, die Manifestierung Gottes oder der Götter und Göttinnen in der Geschichte oder der Natur. Theophanie ist verwandt mit den Begriffen „Epiphanie“ und „Hierophanie“.
Man kann Theophanie auch als Selbstoffenbarung Gottes in der Natur und der menschlichen Vernunft, genauer gesagt: in der Außen- und der Innenwelt, verstehen. Der Terminus wird heute vorwiegend im Sprachgebrauch der christlichen Theologie verwendet, stammt aber ursprünglich aus dem antiken Griechenland. Als älteste Quelle für Beschreibungen der Theophanie in der europäischen Literatur gilt die Ilias. 
Das Fest der Theophanie wird in der orthodoxen Kirche am 6. Januar gefeiert. In Kirchen, die den julianischen Kalender verwenden, fällt das Fest auf den 19. Januar.
Das Gilgamesch-Epos gilt als die wahrscheinlich älteste direkte Beschreibung der Theophanie. In der jüdisch-christlichen Tradition ist die Bibel die wichtigste Quelle für Theophanien. In der hinduistischen Tradition bezeichnet Avatar die materielle Manifestation oder Inkarnation einer Gottheit oder eines Geistes auf der Erde.

## Feiertage
Im antiken Griechenland bezeichneten Theophanie und Epiphanie das Erscheinen von Gottheiten, oft in Form von Festen wie der jährlichen Theophania in Delphi, die Apollons Rückkehr feierte. Im hellenistischen Ägypten wurde am 6. Januar die Geburt des Sonnengottes Aion gefeiert. Im römischen Kaiserkult beinhaltete ein ähnliches Ritual die Verehrung des höchsten Staatsgott dem Divus Iulius. Der Ritus wurde Anfang Januar gefeiert. In der orthodoxen Kirche entwickelte sich daraus das Epiphaniasfest, das am 6. Januar gefeiert wird und besonders die Taufe Christi ehrt, begleitet von Wasserweihen und Bräuchen wie dem Eisbaden in Russland. Die orthodoxen Armenier feiern am 19. Januar nicht nur die Theophanie, sondern auch das Weihnachtsfest. 

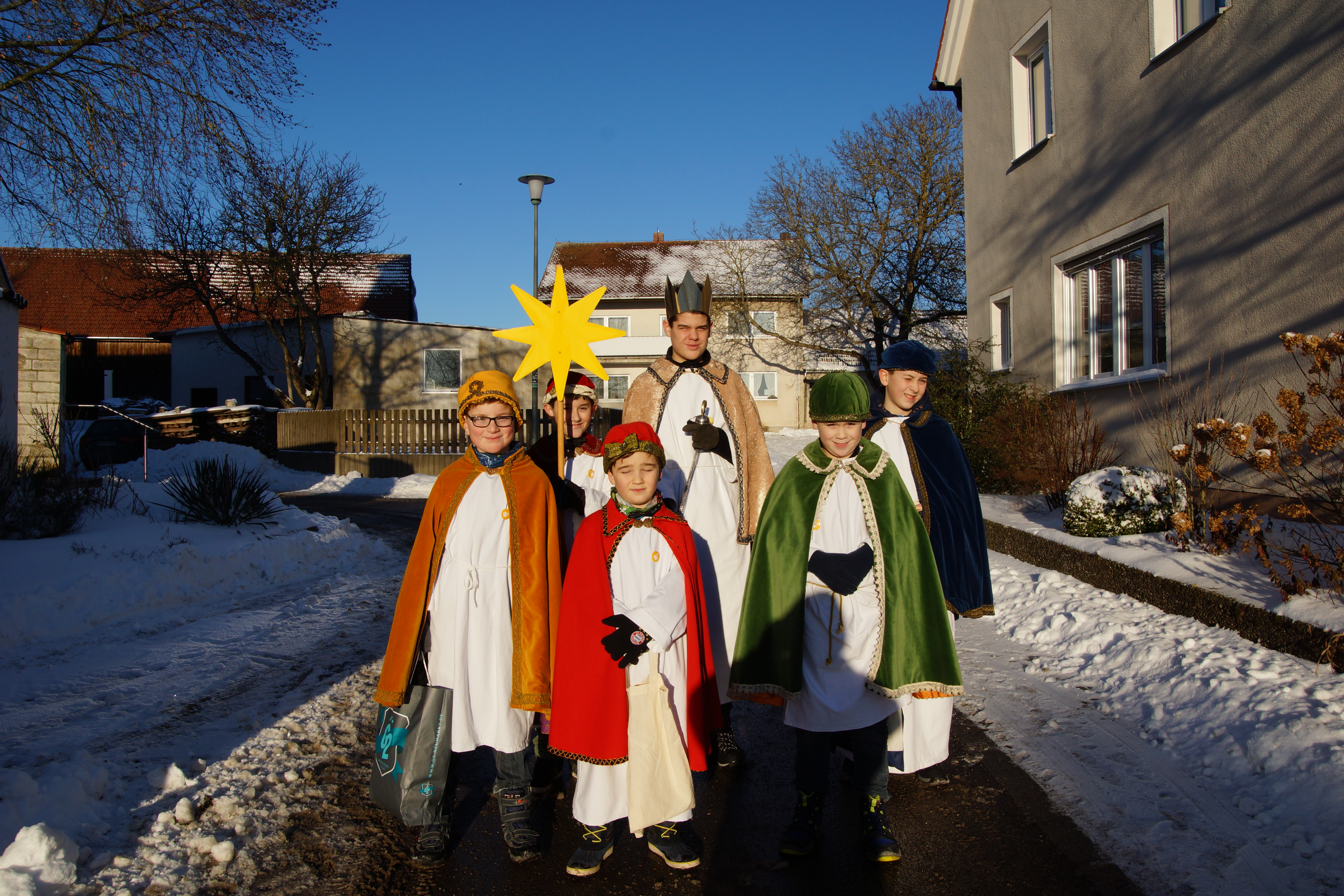
Sternsinger in Bayern

In katholischen Ländern wird das Fest der Erscheinung des Herrn, auch Dreikönigsfest genannt, am 6. Januar gefeiert. In diesen Regionen ziehen Kinder als "Heilige Drei Könige" von Haus zu Haus, segnen diese und sammeln Spenden. Es erinnert an die Anbetung Jesu durch die Heiligen Drei Könige und symbolisiert die Offenbarung Gottes in der Welt. Die Feierlichkeiten umfassen festliche Gottesdienste, Prozessionen und Segnungen. In einigen Regionen wird das Fest auch mit der Taufe Jesu im Jordan in Verbindung gebracht, in der katholischen Tradition steht jedoch die Anbetung durch die Weisen aus dem Morgenland im Vordergrund.

### Antikes Griechenland und Hellenismus
Im antiken Griechenland wurde mit den Wörtern theopháneia und epipháneia das Erscheinen einer Gottheit bezeichnet, mit ersterem auch das Vorzeigen aller Götterbilder bei einem Fest in Delphi. Theophanien wurden in griechischen Stätten und Festen nachgespielt. In Delphi war die Theophania ein jährliches Frühlingsfest, mit dem die Rückkehr Apollons aus seinem Winterquartier in Hyperborea gefeiert wurde. Den Höhepunkt des Festes stellte die Präsentation eines Götterbildes dar, das üblicherweise im Heiligtum verwahrt wurde und das den Anbetern zugänglich gemacht wurde. Spätere römische Mysterienreligionen beinhalteten oft ähnliche kurze Darbietungen von Bildern vor Anhängern.
Im hellenistischen Ägypten wurde in der Nacht vom 5. zum 6. Januar die Geburt des Sonnengottes Aion aus der Jungfrau Kore gefeiert. Am Tag des 6. Januar folgte das Schöpfen des heilbringenden Wassers aus dem Nil.

### Römisches Reich
Im antiken römischen Kaiserkult im hellenistischen Osten des Römischen Reiches formte sich ein Feiertag, der die göttliche Erscheinung des Divus als Teil des Zeremoniells beinhaltete. Der Ritus wurde ebenfalls zu Beginn des Januars gefeiert und basierte auf der Epiphanie Iulius Caesars, der beim Überschreiten des Rubikon am 10. Januar 49 v. Chr. vom Volk als Heiland und lebender Gott (wahrscheinlich Divus Iulius) begrüßt und angebetet wurde.

### Orthodoxe Kirchen

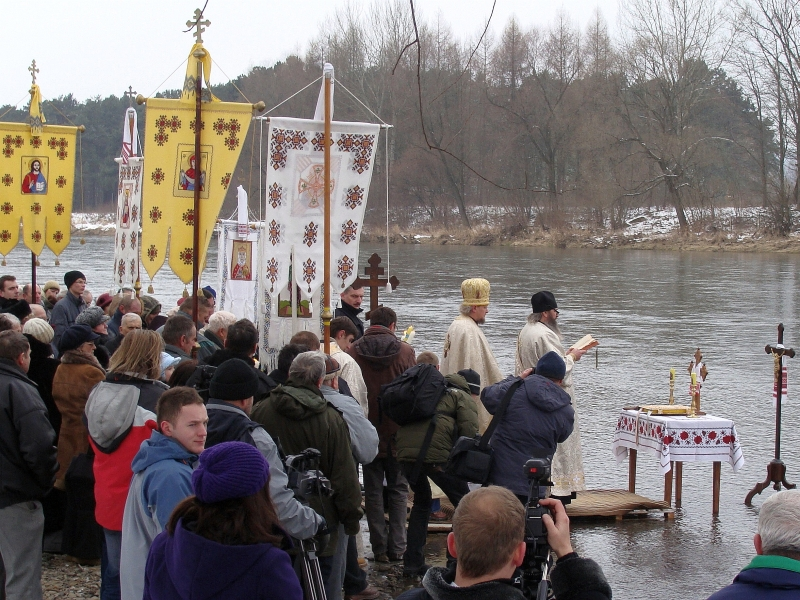
Die Segnung des Wassers am San, Polen

Spätestens im 2. Jahrhundert entstand in der Ostkirche das christliche Epiphanias- oder Theophaniefest, das bis zum 4. Jahrhundert das alte Ritual des Kaiserkultes überlagert hatte. Das Fest der Theophanie wird in der orthodoxen Kirche am 6. Januar gefeiert. Dieser Tag fällt in den Kirchen, die den julianischen Kalender als liturgischen Kalender verwenden, wie etwa die russische und die serbische orthodoxe Kirche, derzeit auf den 19. Januar des gregorianischen Kalenders. Beim Fest wird insbesondere auch der Taufe Christi im Jordan durch Johannes den Täufer gedacht. An diesem Tag findet auch die Große Wasserweihe statt, bei der aber nicht, wie es der Name vermuten lässt, primär das Wasser, sondern durch das Wasser die gesamte Schöpfung gesegnet wird. Die Theophanie ist eines der Zwölf Großen Feste des orthodoxen Christentums. Das Fest entspricht dem Epiphaniasfest in der römisch-katholischen Kirche. In ganz Griechenland wird am 6. Januar gefeiert. An diesem Tag gehen die Gläubigen am Morgen oder frühen Vormittag in die Kirche. Priester segnen Gewässer, indem sie ein Kreuz hineinwerfen, nach dem Männer tauchen. Der Finder gilt als vom Glück begünstigt. Regionale Traditionen, Prozessionen und traditionelle Speisen ergänzen die Feierlichkeiten.
In Russland hat sich der Brauch verbreitet, ein Loch in das Eis eines Flusses zu graben und in das eiskalte Wasser zu tauchen. Man nennt diesen Brauch „Theophanie-Bäder“ oder Yordan, in Erinnerung an die Taufe Jesu Christi im Wasser des Jordans. Die orthodoxen Armenier feiern am 19. Januar nicht nur die Theophanie, sondern auch das Weihnachtsfest, bei dem am Ende der Liturgie auch das Wasser gesegnet wird.

## Erscheinungsformen

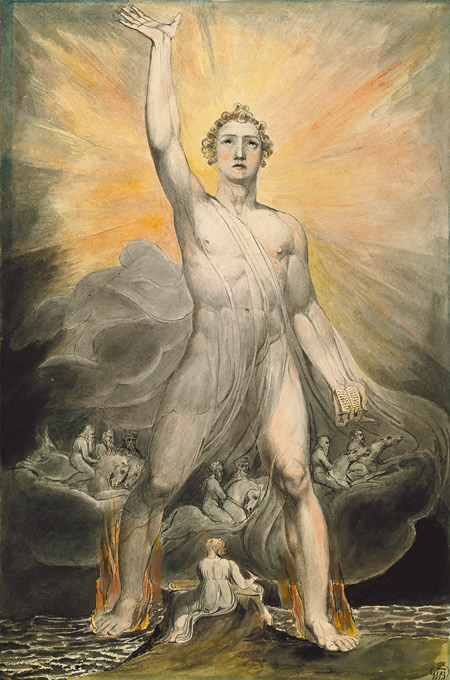
Engel der Offenbarung von William Blake, entstanden zwischen ca. 1803 und ca. 1805

Gottheiterscheinungen sind Phänomene, die sich in unterschiedlichen Formen manifestieren und in denen Menschen eine göttliche Präsenz erfahren. Dies umfasst Erscheinungsformen wie Gott im Christentum und Judentum, Götter und Göttinnen in polytheistischen Religionen sowie das göttliche Prinzip im Hinduismus.

### Avatare
Im Hinduismus gibt es die zentrale Vorstellung, dass sich Göttinnen und Götter in verschiedenen Inkarnationen, also Avataren, manifestieren. Sie sollen das Gute stärken und das Böse schwächen. Es gab verschiedene und es gibt letztlich unzählige Inkarnationen.

### Engel
In der Bibel und in anderen religiösen Schriften sind Engel Boten Gottes. Sie haben oft göttliche Eigenschaften oder Aufträge. Die Erzengel sind besonders bekannt. Michael kämpft beispielsweise gegen das Böse. Gabriel verkündet wichtige Botschaften und Rafael ist als Begleiter und Heiler tätig.
In der jüdischen Tradition und den Apokryphen gibt es Engel wie Uriel, Sariel, Remiel und Raguel, die ebenfalls göttliche Aufgaben erfüllen.
In der Theologie der Mormonen hat sich Gabriel in Noah, dem Erbauer der Arche, verkörpert. Gabriel nimmt auch im Islam eine wichtige Rolle ein, indem er die Offenbarungen an Mohammed übermittelt.

### Geburt im Seelengrund
Meister Eckhart zufolge ist die Menschwerdung Gottes kein einmaliges Ereignis, sondern ein universelles und fortwährendes Prinzip. Eckhart betont, dass die göttliche Geburt im Seelengrund geschieht. Dieser Vorgang ist dynamisch und verwirklicht die Einheit von Gott und Mensch. Dadurch können Menschen eins mit Gott und auch Gottes Sohn werden.

### Menschliche Gestalt
In verschiedenen Religionen und mythologischen Systemen erscheinen Götter oder Gottheiten in menschlicher Form, wie beispielsweise in der Bibel, im alten und neuen Testament, in der griechischen Mythologie oder im Hinduismus. Beispiele hierfür sind Athene (Mentor), der christliche Gott (Jesus), Dionysos, Hermes (Götterbote), Odin, Krishna (Lehrer) oder Rama (Prinz).

### Natürliche Phänomene
In vielen Kulturen manifestieren sich Gottheiten in Form von natürlichen Phänomenen, die oft als Zeichen ihrer Macht interpretiert werden. Dazu zählen beispielsweise Erdbeben, Wolken, Sturm, Feuer, Blitz und Donner.
In der Bibel wird Gott häufig in Verbindung mit Wetterphänomenen wie Wolken, Gewitter und Sturm beschrieben. Dies ist insbesondere bei der Einrichtung eines Heiligtums der Fall. Die Wolke stellt eine markante Erscheinung Gottes dar (vgl. Ex 19,9; 34,5 EÜ), wie auch im Buch Exodus beschrieben (Ex 40,38 EÜ): „Bei Tag schwebte über der Wohnstätte die Wolke des Herrn, bei Nacht aber war an ihr Feuer vor den Augen des ganzen Hauses Israel, solange ihre Wanderung dauerte“. Diese Erscheinungsform wird auch bei der Einweihung des salomonischen Tempels (1 Kön 8,10-11) sowie in den Ezechielvisionen (Ez 1,4; 10,3-4) aufgegriffen. Die Wolke fungiert dabei als eine Art visuelle Barriere zwischen Mensch und göttlicher Gegenwart. In der Bibel wird beschrieben, wie das Volk sich in der Ferne hielt, während Mose sich der dunklen Wolke näherte, in der sich Gott befand (Ex 20,21 EÜ).

### Schöpfung
Das Weltall ist ein Prozess der Entfaltung der göttlichen Natur. Die Schöpfung selbst ist somit eine Theophanie. Zum Beispiel nach der Auffassung der christlichen Theologen Johannes Scottus Eriugena und Dionysius Areopagita.

### Tiere
In verschiedenen Kulturen und Religionen werden Tiere oft als Erscheinungen oder Manifestationen von Gottheiten betrachtet. Beispiele sind : Adler (Zeus), Ameise (Zeus), Fisch (Matsya), Schakal (Anubis), Schlange (Zeus, Jörmungandr), Stier (Zeus, Apis), Katze (Bastet), Schildkröte (Kurma), Schwan (Zeus), Schwein (Varaha), Taube (Heiliger Geist).

## Griechische Mythologie

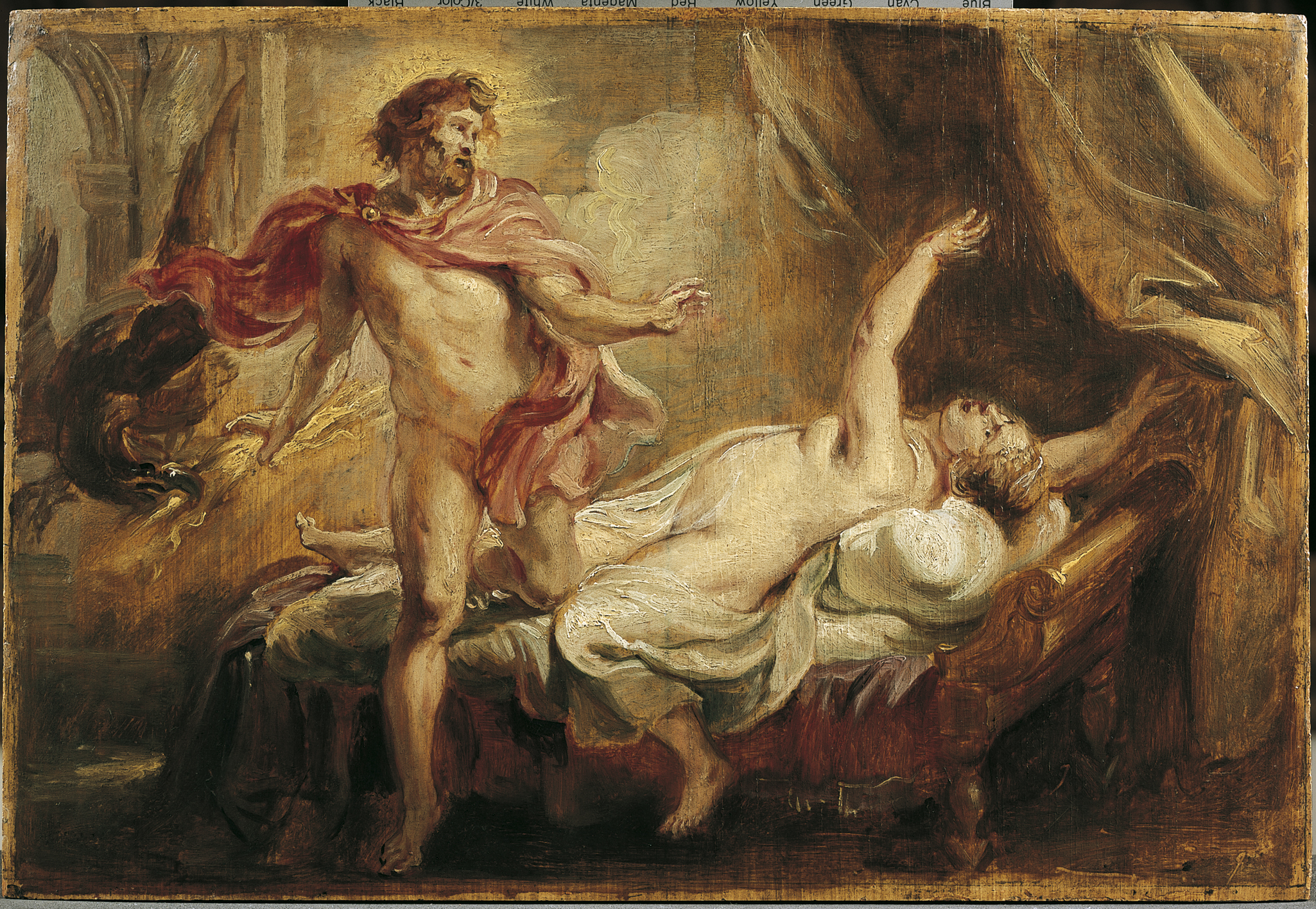
Jupiter und Semele, Gemälde von Peter Paul Rubens, vor 1640

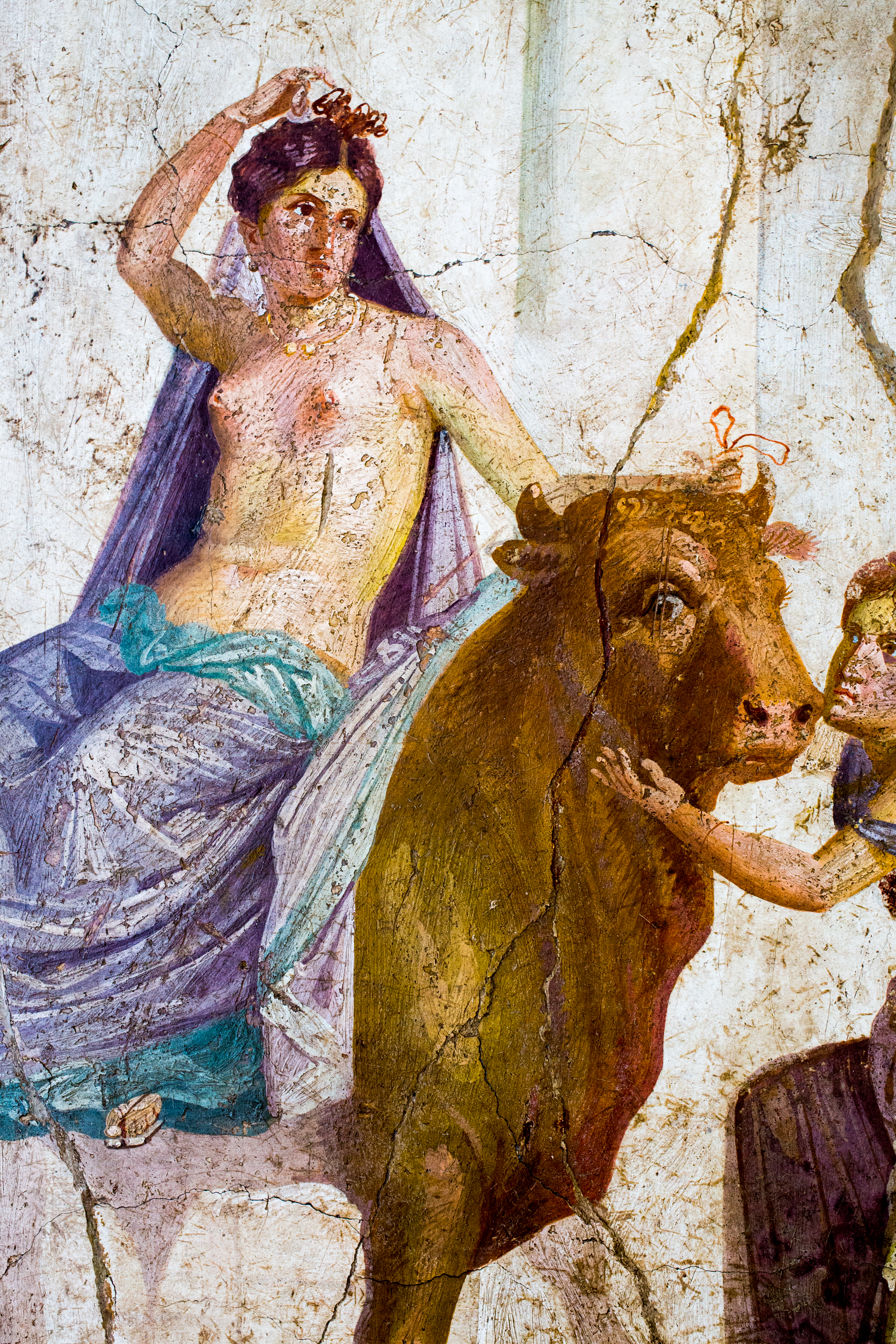
Europa und der Stier, Fresko aus Pompeji, 1. Jahrhundert etwa zur Zeit Ovids

Zeus, der oberste olympische Gott, erschien Semele zunächst als Sterblicher, eine seiner vielen Verwandlungen, um die Frau, die er begehrte, zu gewinnen. Als sich Zeus auf Bitte der Semele in seiner wahren Gestalt offenbarte, wurde sie von seiner Göttlichkeit geblendet und verbrannte, da der Anblick des Gottes mehr ist, als ein Sterblicher ertragen kann. Die meisten Theophanien von Zeus (siehe untere Tabelle) verliefen jedoch nicht tödlich.
| Liebesbeziehung | Tarnung als            |
| --------------- | ---------------------- |
| Aigina          | Adler oder Feuerflamme |
| Alkmene         | Amphitryon             |
| Antiope         | Satyr                  |
| Asopis          | Feuerflamme            |
| Asteria         | Adler                  |
| Kallisto        | Artemis oder Apollon   |
| Kassiopeia      | Phönix                 |
| Danaë           | goldener Regen         |
| Europa          | Stier                  |
| Eurymedusa      | Ameise                 |
| Hebe            | Stier                  |
| Hera            | Kuckuck                |
| Lamia           | Kiebitz                |
| Leda            | Schwan                 |
| Mnemosyne       | Schäfer                |
| Nemesis         | Ziege                  |
| Persephone      | Schlange               |
| Rhea            | Schlange               |
| Semele          | Mensch, Feuer          |
| Thalia          | Geier                  |

## Judentum
Aus biblischer Sicht (siehe auch Monotheismus) ist Gott der alleinige Urheber von Theophanien. Die Übermittlung von göttlichen Offenbarungen erfolgt entweder unmittelbar durch Visionen oder Auditionen, teilweise auch durch Engel oder menschliche Mittler (Propheten) als Botschafter.
Typische Orte für Gotteserscheinungen sind natürliche Umgebungen, die als „heilig“ gelten, zum Beispiel Quellen, Flüsse, Bäume, vor allem aber und mit großer Bedeutung sind es Berge, auf denen Gott erscheint. Als Erscheinungsorte Gottes gelten vor allem der Berg Sinai/Horeb sowie der Berg Zion (Jerusalem), der in bestimmten Psalmen und prophetischen Visionen als Ort der besonderen Gegenwart Gottes verstanden wird.

### Engelerscheinungen
Die Neue katholische Enzyklopädie (New Catholic Encyclopedia) zitiert einige Beispiele wie Genesis 3,8  und weiter Gen 16,7–14  Hier handelt es sich ursprünglich um einen Engel, der Hagar erscheint. Im weiteren Verlauf heißt es indes, dass Gott direkt zu ihr sprach, sie Gott sah und erlebte. Ein weiteres Beispiel ist Der Engel des Herrn (also nicht von Gott selbst) der zu Abraham spricht. Gleichwohl benutzt der Engel in der Darstellung die Worte Gottes in der ersten Person. Obwohl in beiden Fällen Engel erscheinen, spricht Gott durch sie. Dadurch werden sie zu einer Manifestation Gottes sowie auch der brennende Dornbusch. Als besonders alte Theophanieschilderung gilt das Deboralied.
Drei Engel verkünden Abraham und Sara, dass sie trotz ihres hohen Alters einen Sohn, Isaak, bekommen werden. Zwei Engel führen Lot und seine Familie aus Sodom heraus, bevor die Stadt zerstört wird. Ein Engel verhindert im letzten Moment die Opferung Isaaks durch Abraham.

### Brennender Dornbusch

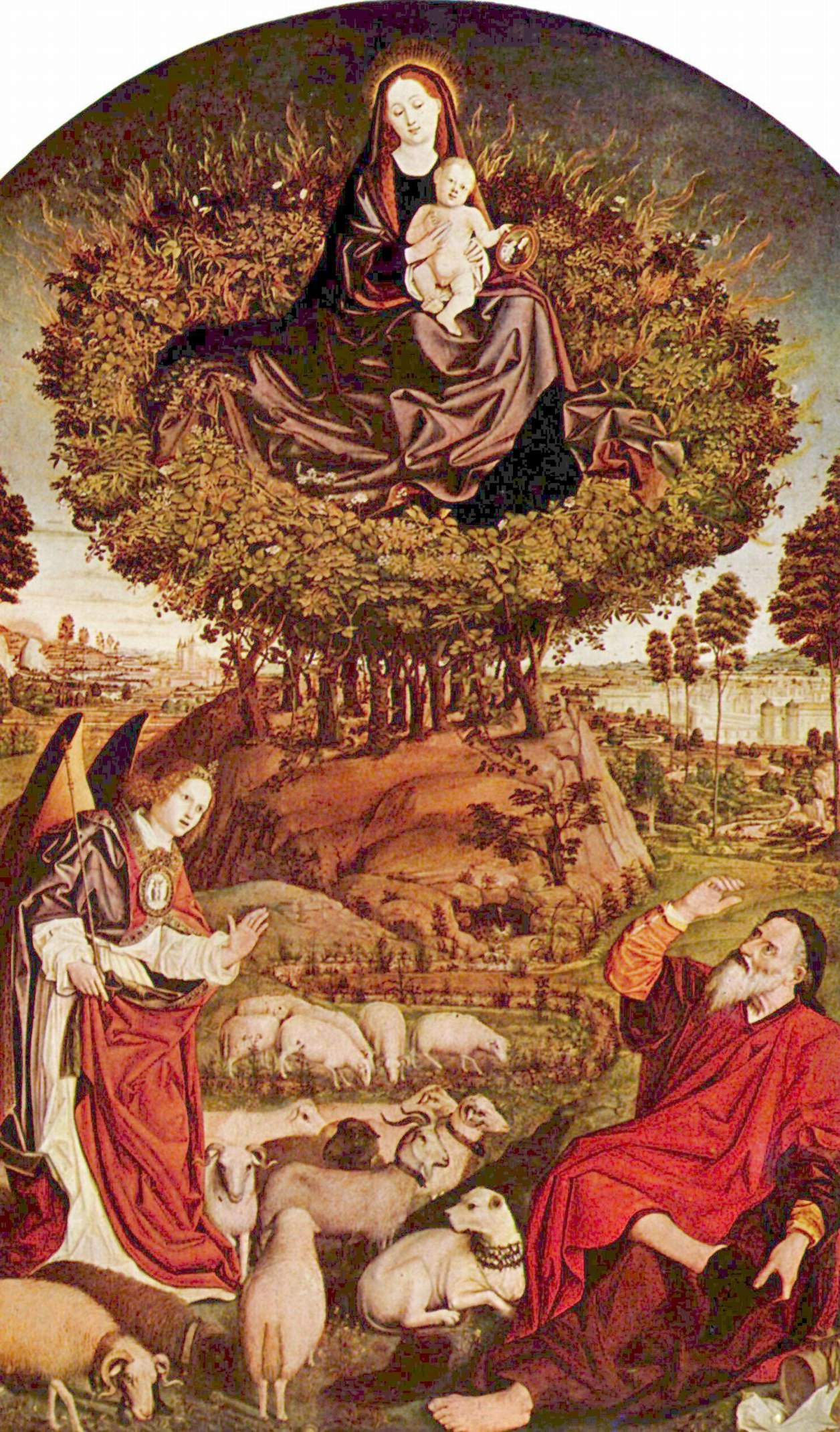
Mittelteil des Triptychons des brennenden Dornbuschs von Nicolas Froment in der Kathedrale von Aix-en-Provence, 1476

Die alttestamentarische Biblische Erzählung vom brennenden Dornbusch beschreibt die Begegnung des Mose mit dem Gott JHWH. Dieser erscheint ihm auf dem Berg Horeb in einem brennenden Dornbusch, ruft ihn beim Namen und beauftragt ihn zur Befreiung der Israeliten aus der Sklaverei in Ägypten. Dabei stellt sich dieser Gott mit seinem Namen „Ich bin, der ich bin“ vor. Ursprünglich sah Mose einen Engel in dem Busch, sprach dann aber direkt mit Gott.

### Wolkensäule und die Feuersäule

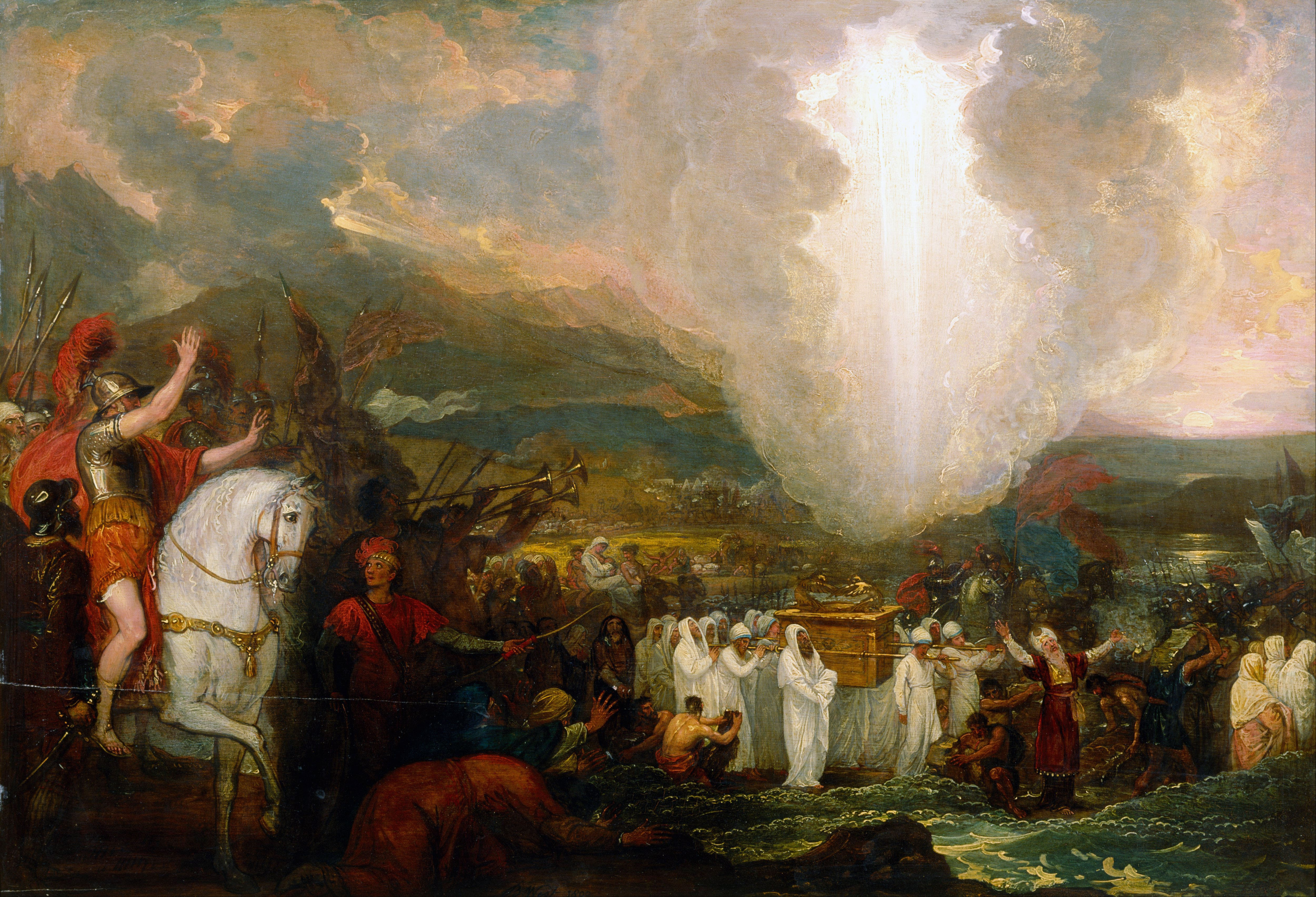
Die Kinder Israels beim Überqueren des Jordans, Exodus 13:21-22: Bei Tag ging der Herr in einer Wolkensäule vor ihnen her, um sie auf ihrem Weg zu leiten, und bei Nacht in einer Feuersäule. Gemälde von Benjamin West, 1800

Gott gewährt den Israeliten seine göttliche Gegenwart und seinen Schutz. Er führt sie aus Ägypten und durch die Wüste Sinai. Dort erscheint er ihnen tagsüber in einer Wolken- und nachts in einer Feuersäule.
Nach Rabbi Eliezer sah jeder unter den Israeliten, selbst die am wenigsten intelligente Leibeigene, die Herrlichkeit Gottes am Schilfmeer deutlicher als später die Propheten vom Schlage Ezechiels.

### Weitere Erscheinungen
Der alttestamentarische Gott erscheint dem Jesaja „sitzend auf einem hohen und erhabenen Thron und sein Saum füllte den Tempel“, dem Ezechiel inmitten mysteriöser „lebender Kreaturen“, die später als „Kerubim“ identifiziert werden, und dem Daniel als der „Uralte“ in einem Traum
Nach der Tötung von Baalspriestern auf dem Karmel floh der Prophet Elija auf den Berg Horeb, um der Rache von Königin Isebel zu entgehen. Hier offenbarte sich Gott nicht in den Naturgewalten, sondern in einem „sanften, leisen Säuseln“. Diese Form der göttlichen Erscheinung stellt eine Abweichung von der früheren Begegnung Gottes mit Mose dar, wo die Zehn Gebote verkündet wurden.

### David
Die in Psalm 18,8–16 beschriebene Theophanie ist sehr verschieden. David, König von Juda und von Israel, ist in großer Not, und auf sein inständiges Bitten hin erscheint Gott, um ihn zu retten. Vor Gott erbebt die Erde und Feuer glüht. Gott reitet auf einem Cherub auf dem Wind. Gott ist von Wolken umgeben, die von Gottes Glanz überstrahlt werden. Mit Blitz und Donner vernichtet Gott die Feinde des Sängers und rettet ihn.

## Christentum

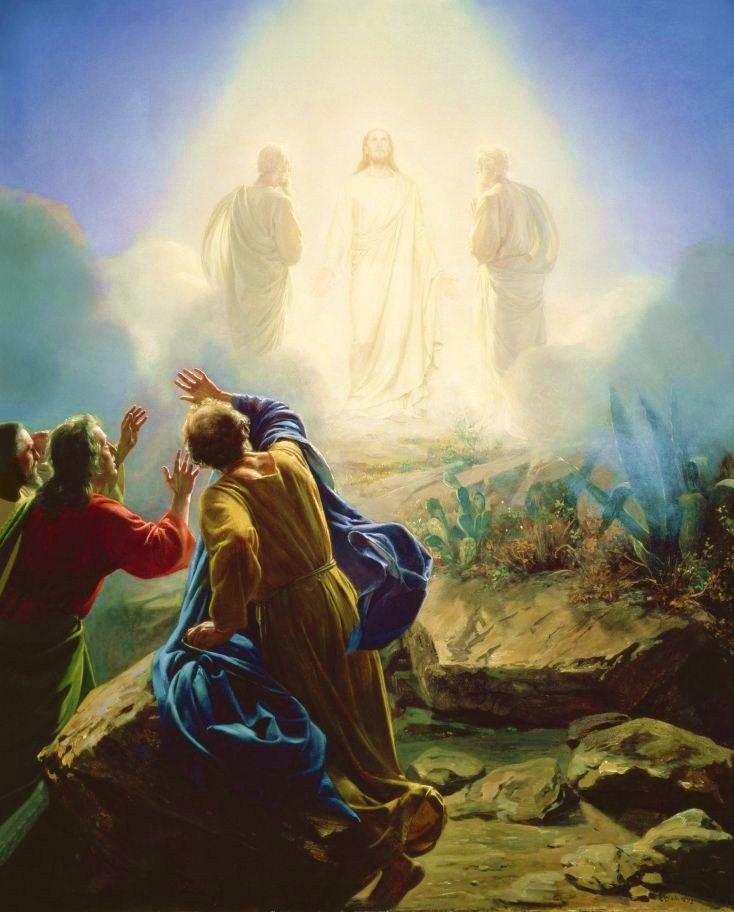
Verklärung Jesu von Carl Bloch (um 1865)

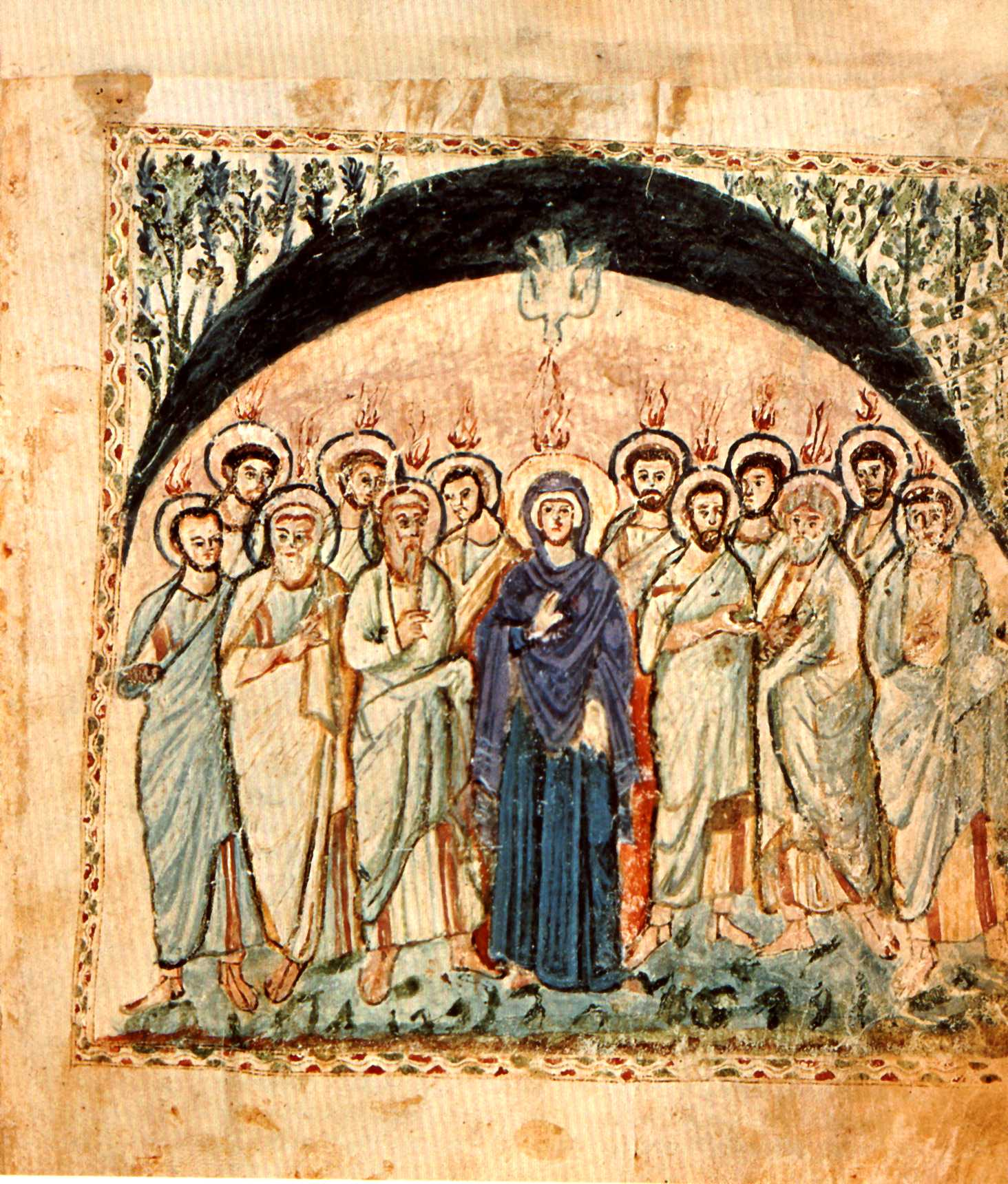
Ausgießung des Heiligen Geistes im Rabbula-Evangeliar (586)

### Jesus
Jesus Christus wird entsprechend den Evangelien und der christlichen Tradition als menschgewordener Sohn Gottes gesehen. Die New Catholic Encyclopedia nimmt Bezug auf einige Theophanien in den Evangelien, wo die Taufe und die Verklärung Jesu Christi nacherzählt werden. Obgleich Jesus Christus von seinen Jüngern während seines Lebens als Manifestation Gottes angesehen wurde, würde man nach christlich theologischer Auffassung nur von einer Theophanie sprechen, wenn sich sein göttlicher Glanz und seine Machtfülle gezeigt hätten und nicht – wie es nach Darstellung der Evangelien der Fall war – von seiner Menschlichkeit verhüllt gewesen wären. Traditionelle Analysen dieser Textstellen haben christliche Gelehrte dazu bewogen, Theophanien als eindeutige Äußerung Gottes gegenüber dem Menschen zu interpretieren. Der Begriff „eindeutig“ impliziert, dass die Menschen sich über die Anwesenheit Gottes zweifelsfrei bewusst waren.
Jesus kam zu Johannes dem Täufer, um sich taufen zu lassen. Als Jesus aus dem Jordan stieg, sah er nach der Darstellung der Evangelien den Himmel geöffnet und den Heiligen Geist in Gestalt einer Taube herabkommen. Zugleich hörte er eine Stimme vom Himmel, die ihn „seinen geliebten Sohn“ nannte.
Im Rahmen der Erzählung von der Verklärung des Herrn oder Verklärung Christi stieg Jesus mit drei Jüngern auf einen hohen Berg um zu beten. Während er betete „... veränderte sich das Aussehen seines Gesichtes und sein Gewand wurde leuchtend weiß.“. Auf dem Gipfel wurde Jesus vor den Jüngern von überirdischem Licht („Taborlicht“) überstrahlt („verklärt“). Im Evangelium steht darüber: „Seine Kleider wurden strahlend weiß, wie sie auf Erden kein Bleicher machen kann.“ und „Sein Antlitz strahlte wie die Sonne und seine Kleider wurden weiß wie das Licht.“ Danach erschienen die Propheten Mose und Elija und sprachen mit ihm. Die Apostel fielen vor Schreck zu Boden. Eine Wolke erschien und aus ihr ertönte eine Stimme, die die Worte „Dies ist mein geliebter Sohn“ und „Auf ihn sollt ihr hören!“ aussprach.
Im neuen Testament erscheint Jesus zwei Frauen beim Grab und beauftragt sie, die Jünger nach Galiläa zu senden. In der Überlieferung wird ebenfalls beschrieben, dass Jesus Maria Magdalena in einem weißen Gewand vor dem leeren Grab erscheint und sich nicht berühren lässt. In Galiläa erscheint Jesus den Aposteln und beauftragt sie mit der weltweite Mission. In Jerusalem erscheint er seinen Jüngern, zeigt ihnen die Wundmale, beauftragt sie, eine Gemeinde zu gründen, überträgt ihnen den Heiligen Geist und die Vollmacht, Sünden zu vergeben.
Einige moderne evangelikale christliche Bibelkommentatoren interpretieren den „Engel des Herrn“, der an mehreren Stellen des Alten Testaments erscheint, als den präinkarnierten Christus, d. h. Jesus vor seiner im Neuen Testament beschriebenen Manifestation in menschlicher Gestalt. Der Begriff Christophanie wurde auch geprägt, um präinkarnierte Erscheinungen Christi im Alten Testament zu bezeichnen. Dies war auch die traditionelle Auslegung der frühesten Kirchenväter und des Apostels Paulus selbst.

### Pfingsten
Das neue Testament berichtet davon, dass der Heilige Geist unter außerordentlichen Begleiterscheinungen auf die Apostel herabgekommen und die Wirkung, das Fremdsprachenwunder, von Menschen aus verschiedenen Ländern bezeugt worden sei:
- Die versammelten Jünger werden vom Heiligen Geist erfüllt:

„Als der Tag des Pfingstfestes gekommen war, waren alle zusammen am selben Ort. Da kam plötzlich vom Himmel her ein Brausen, wie wenn ein heftiger Sturm daherfährt, und erfüllte das ganze Haus, in dem sie saßen. Und es erschienen ihnen Zungen wie von Feuer, die sich verteilten; auf jeden von ihnen ließ sich eine nieder. Und alle wurden vom Heiligen Geist erfüllt und begannen, in anderen Sprachen zu reden, wie es der Geist ihnen eingab.“

- Angehörige zahlreicher nichtjüdischer Völker („Parther, Meder und Elamiter, Bewohner von Mesopotamien, Judäa und Kappadokien, von Pontus und der Provinz Asien, von Phrygien und Pamphylien, von Ägypten und dem Gebiet Libyens nach Kyrene hin, auch die Römer, […] Kreter und Araber“) wundern sich, dass sie jeder seine Muttersprache hören, obwohl die Jünger doch Galiläer sind; Bibel, Apostelgeschichte.[76]

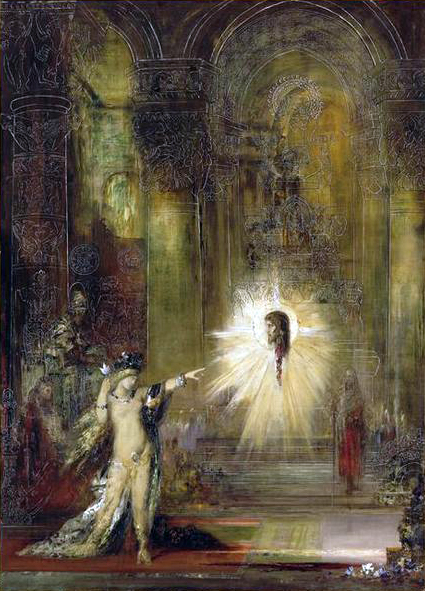
Die Erscheinung, (Salome und der Kopf Johannes’ des Täufers) Gustave Moreau (um 1875)

### Paulus

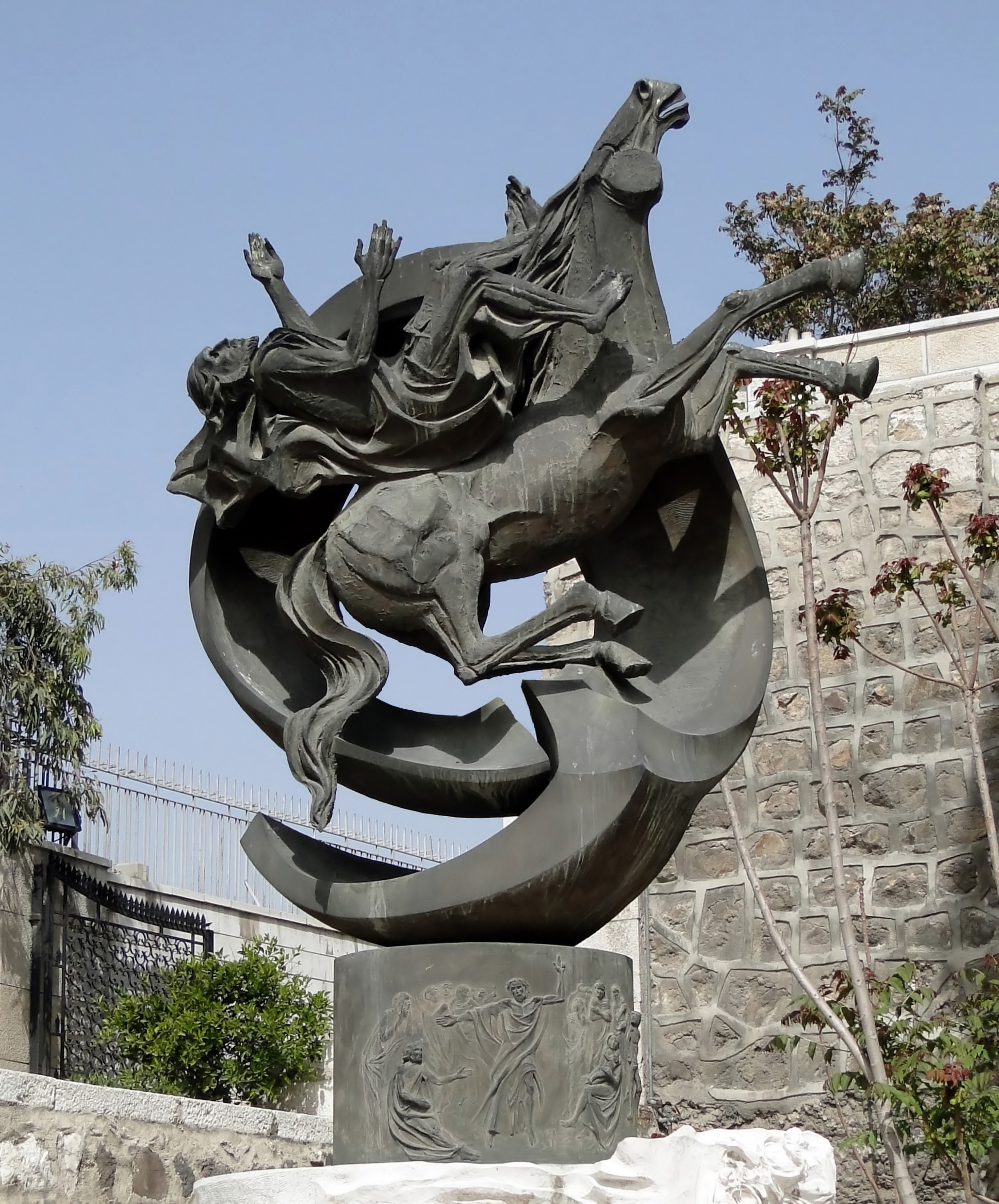
Paulussturz, das Denkmal für die Bekehrung des Paulus zum Christentum in Bab Kaysan, Damaskus

Nach der Apostelgeschichte des Lukas begegnete Paulus in der Nähe von Damaskus, in einer visionären Lichterscheinung, der auferstandene Jesus. Dieser habe ihn mit seinem hebräischen Namen angerufen: „Saul, Saul! Warum verfolgst du mich?“ Er habe zurückgefragt: „Wer bist du, Herr?“. Darauf habe die Stimme geantwortet: „Ich bin Jesus, den du verfolgst!“ Danach sei Paulus für mehrere Tage erblindet und habe nichts essen können, bis ihn ein Urchrist im Namen Jesu geheilt habe. Daraufhin habe er sich taufen lassen und begonnen, Jesus als Sohn Gottes zu verkünden.
Später erschien Paulus, dem Missionar des Urchristentums, während einer Seenot der Engel des Herrn. Er sagte, dass alle ihr Leben retten, aber das Schiff verlieren würden.

### Mormonen

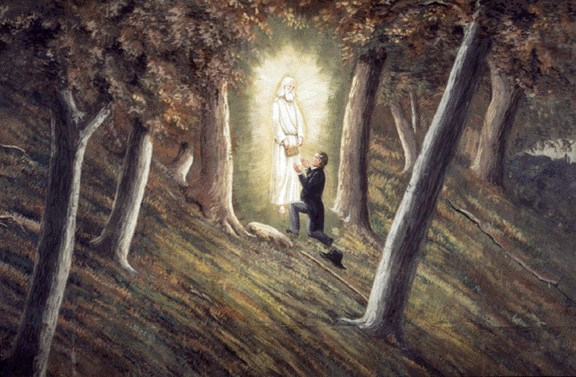
Smith berichtete, er habe vom Engel Moroni am Berg Cumorah goldene Platten erhalten.

Joseph Smith, Jr., der Prophet und Begründer der Kirche Jesu Christi der Heiligen der Letzten Tage (Mormonen), erschien im Alter von vierzehn Jahren Gottvater und Jesus Christus in einem Hain. Diese Theophanie folgte auf sein erstes gesprochenes Gebet. Die Vision gilt als Ursprung der Kirche Jesu Christi der Heiligen der Letzten Tage.

## Islam

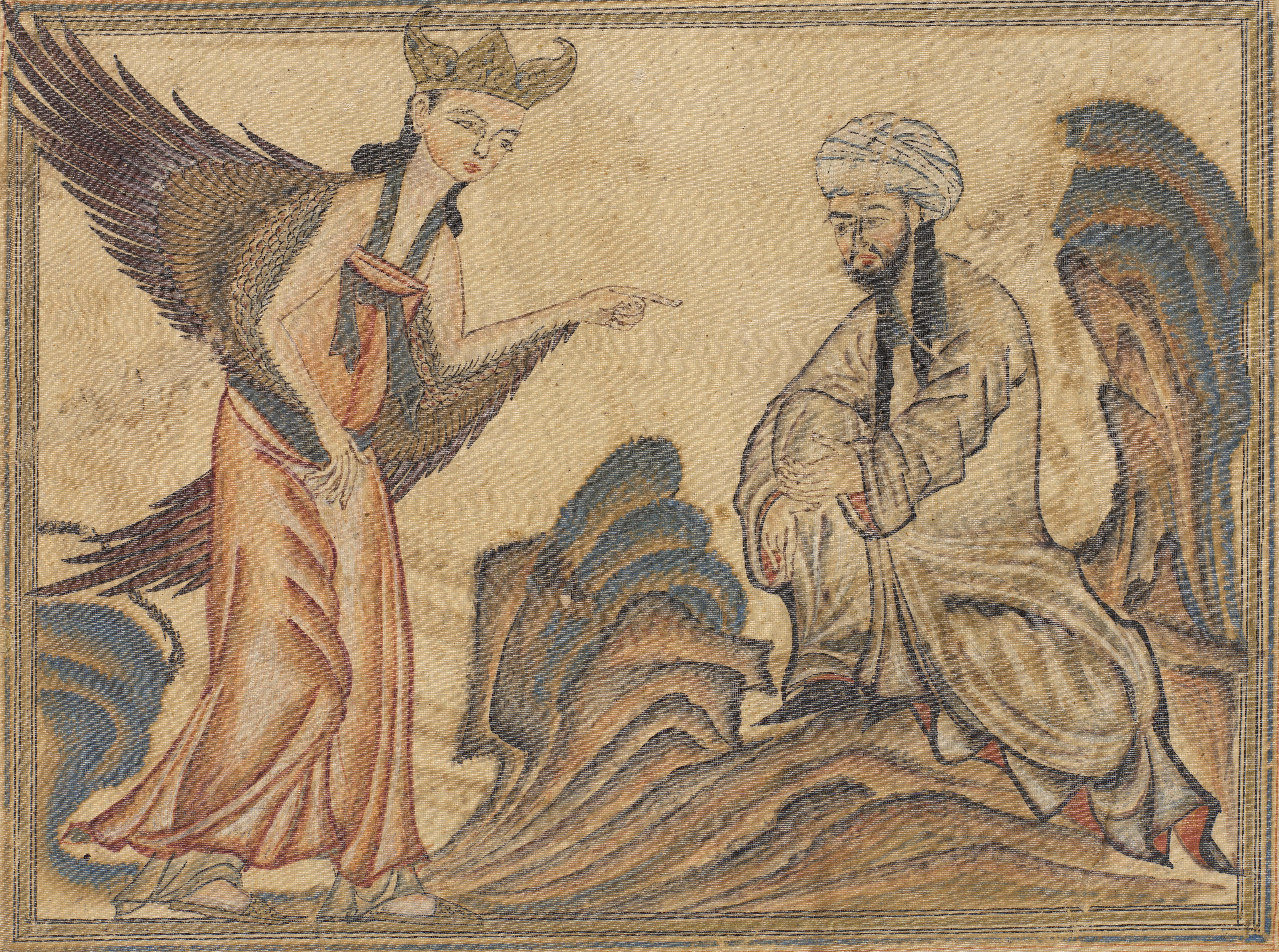
Muhammad erhält seine erste Offenbarung vom Erzengel Gabriel in Jami' al-tawarikh, von Rashīd al-Dīn Ṭabīb (1307)

Der islamische Prophet Mohammed begann, jedes Jahr mehrere Wochen lang allein in einer Höhle namens Hirā auf einem Berg in der Nähe von Mekka zu beten. Die islamische Überlieferung besagt, dass ihm bei einem seiner Besuche in dieser Höhle der Erzengel Gabriel erschien und Mohammed befahl, Verse zu rezitieren, die in den Koran aufgenommen werden sollten.
Eine weitere Theophanie im Islam ist die Himmelfahrt Mohammeds (Mi’raj), bei der er mit Gott (Allah) spricht, manchmal auch als „eine nächtliche Reise von Mekka durch Jerusalem“ bezeichnet.

## Drusischer Glaube
Die Drusen beziehen sich zwar nicht auf bestimmte Theophanie-Ereignisse, glauben aber an die göttliche Inkarnation und die Reinkarnation, d. h. die Seelenwanderung. Hamza ibn Ali ibn Ahmad gilt als Begründer der Drusen und als Hauptautor der drusischen Handschriften, er verkündete, dass Gott Mensch geworden sei und die Gestalt eines Menschen angenommen habe, al-Hakim bi-Amr Allah. Al-Hakim bi-Amr Allah ist eine wichtige Figur des drusischen Glaubens, dessen gleichnamiger Gründer ad-Darazi ihn im Jahr 1018 als Inkarnation Gottes verkündete.

## Bahaitum

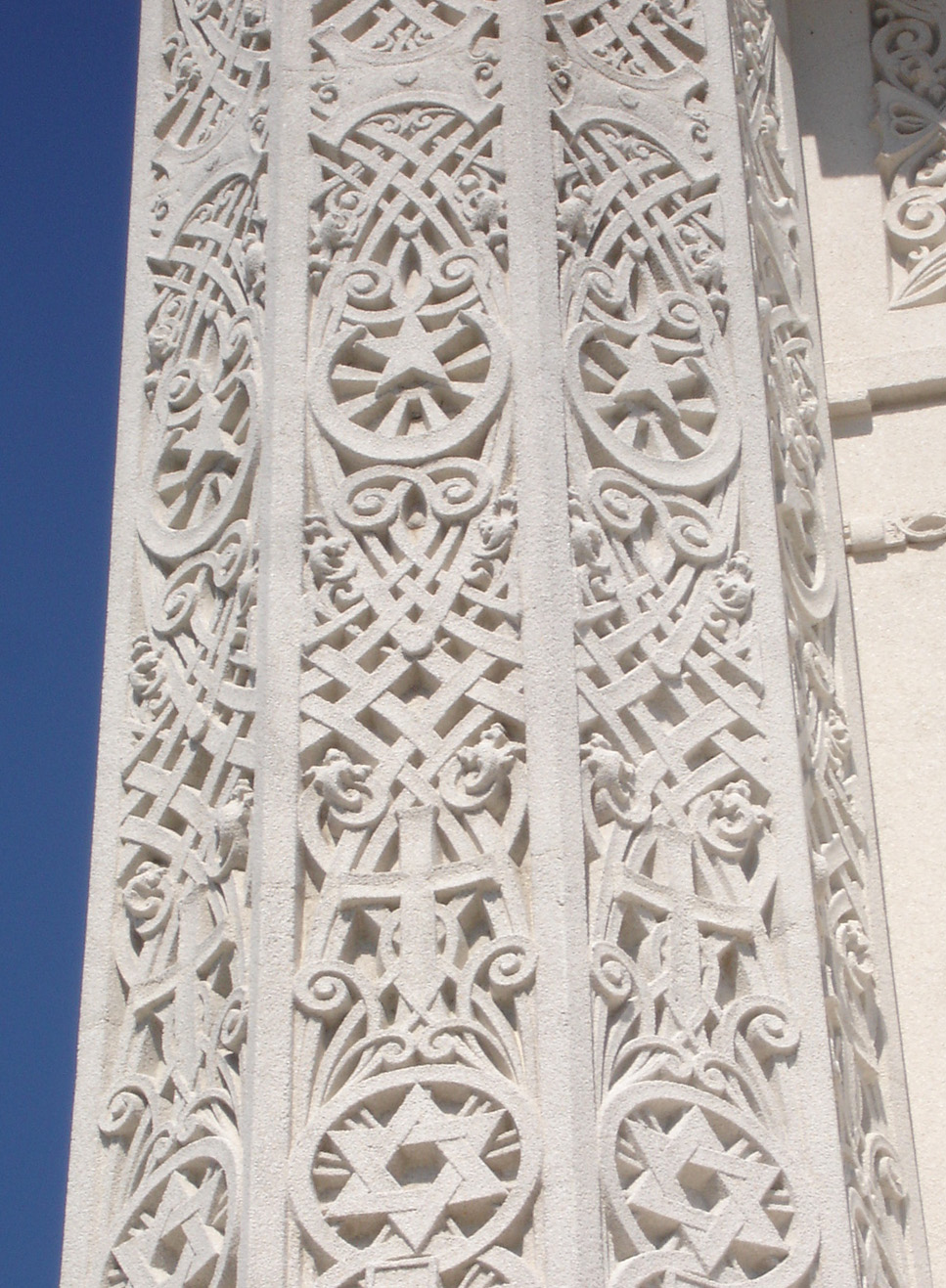
Symbole verschiedener Religionen auf einem Pfeiler des Bahaitempels in Wilmette, Illinois, Vereinigte Staaten, zeigen die Offenheit der Bahai gegenüber den Anhängern anderer Religionsgemeinschaften

Manifestation Gottes ist ein Begriff aus dem Baháʼí, welcher ihr Modell der Theophanie umreißt. Für Baha’i ist die Essenz Gottes nicht erkennbar, deshalb sendet dieser seine Sendboten, die Manifestationen Gottes, welche seine Vertreter auf Erden sind. Sie sind Theophanien, Spiegel, welche Gottes Herrlichkeit reflektieren und seine Attribute offenbaren. Der Baháʼí-Glaube bezieht sich zwar damit nicht auf bestimmte Theophanie-Ereignisse, geht aber davon aus, dass Gott sich in den Propheten manifestiert. Auch wenn sich in den Schriften der Baha'i keine definitive Liste von Manifestationen findet, so trifft man auf, Adam, als die erste bekannte Manifestation Gottes, gefolgt von Abraham, Mose, Zarathustra, Krishna, Gautama Buddha , Jesus Christus, Mohammed, dem Bāb und schließlich Baha'ullah, dem Stifter der Baha'i-Religion. Die Manifestationen Gottes sind eine Reihe von Persönlichkeiten, die die Eigenschaften des Göttlichen in der menschlichen Welt widerspiegeln, um den Fortschritt und die Weiterentwicklung der menschlichen Moral und Zivilisation zu fördern. Die Manifestationen Gottes sind der einzige Weg für die Menschheit, Gott kennenzulernen, und sie fungieren als perfekte Spiegel, die die Eigenschaften Gottes in der physischen Welt widerspiegeln.
Thomas Kelly Cheyne (1841–1915), ein Geistlicher der Church of England und Gelehrter, beschrieb die Theophanie im Kontext des Baháʼí-Glaubens. Er schrieb: „...man spürt, dass eine Theologie ohne Theophanie sowohl trocken als auch schwer zu verteidigen ist. Wir wollen einen Avatara, d. h. eine ‚Herabkunft' Gottes in menschlicher Gestalt“.

## Ahl-e Haqq
Die Ahl-e Haqq ist eine im 14. Jahrhundert von einem wandernden Derwisch namens Sultan Sahak gegründete Religionsgemeinschaft. Diese glauben an sieben aufeinanderfolgende Inkarnationen der Gottheit sowie in Folge je fünf Theophanien göttlicher Hypostasen oder Engel. Diese seien dem Göttlichen entflossen und bildeten eigene Wesenheiten.

## Hinduismus
Im Hinduismus bezeichnet „Avatar“ die Erscheinungsform des Göttlichen (Brahman) in menschlicher oder tierischer Gestalt. Vishnu wird in zehn Hauptinkarnationen (Dashavatara) verehrt, darunter Rama und Krishna. In der Bhagavad Gita erklärt Krishna, dass er sich inkarnieren wird, um Rechtschaffenheit (Dharma) zu bewahren und das Gegenteil davon (Adharma) zu bekämpfen. Eine bekannte Erscheinung in Form eines Avatars zeigt Krishna in seiner göttlichen Gestalt Arjuna. Avatare dienen der Wiederherstellung kosmischer Ordnung und spiritueller Führung. Auch Göttinnen wie Durga und moderne Gurus werden als Avatare verehrt. Dieses Konzept unterscheidet sich von westlichen Theophanien durch seine Vielfalt und zyklische Natur.
Im Hinduismus bezeichnet Avatara die Manifestation des höchsten Prinzips (Brahman) oder einen göttlichen Aspekt, der die Gestalt eines Menschen oder Tieres annimmt. Avatar bezeichnet die materielle Manifestation oder Inkarnation einer mächtigen Gottheit oder eines Geistes auf der Erde.
In der Bhagavad Gita, einem der zentralen Schriften des Hinduismus, äußert sich Krishna wie folgt: „Immer dann, wenn Dharma abnimmt und Adharma zunimmt, wenn also Rechtschaffenheit abnimmt und das Gegenteil davon zunimmt, dann werde ich mich inkarnieren auf dieser Welt.“ Die Auffassung, dass sich Gott in wiederholten Inkarnationen manifestiert, um das Gute zu stärken und das weniger Gute zu schwächen, ist ein zentraler Aspekt des Hinduismus. Es gab verschiedene und es gibt letztlich unzählige Inkarnationen.
Da Hinduismus oft als polytheistisch oder pantheistisch verstanden wird, hat Theophanie hier eine andere Bedeutung als im Judentum oder im Christentum.
Die bekannteste Theophanie in den östlichen Traditionen ist im Bhagavad Gita enthalten. In der Gita bittet der berühmte Krieger Arjuna Krishna um Offenbarung seiner wahren Gestalt, nachdem Arjuna von Krishna mehrfach Lehrunterricht auf dem Schlachtfeld erhalten hatte. Krishna willigt ein und verleiht Arjuna die Fähigkeit, Krishna in seiner wahren, furchteinflößenden und ehrfurchtgebietenden Gestalt zu sehen. Dazu verleiht er ihm spirituelles Sehvermögen. Diese Theophanie wurde von Robert Oppenheimer beim Miterleben des ersten Atombombentests zitiert: Now I am become Death, the destroyer of worlds („Jetzt bin ich der Tod geworden, der Zerstörer der Welten“). Die von Oppenheimer falsch übersetzte Stelle bedeutet in der deutschen Übersetzung ursprünglich: „Ich bin die Zeit, die alle Welt vernichtet, erschienen, um die Menschen fortzuraffen“.
Viele hinduistische Götter und Göttinnen haben sich in Avatara inkarniert. So hat sich zum Beispiel Vishnu zehnfach als Avatara inkarniert, wobei Rama die siebte und Krishna die achte Inkarnation war. Über die Identität des neunten Avatars herrscht Unklarheit. Meist wird hier Buddha angegeben, andere benennen Balarama, den Bruder Krishnas. Im ehemaligen Königreich Nepal galt auch der jeweilige König als Inkarnation Vishnus. Auch die Menschwerdung eines Gottes ist zum ersten Mal im Hinduismus erwähnt. In Hunderten von Geschichten wird berichtet, dass Shiva die Gläubigen in Menschengestalt besuche, um ihre Opferbereitschaft und ihren Glauben zu prüfen.
Im Hinduismus nimmt die Göttin (Devi) eine zentrale Stellung ein. Eine der populärsten Formen der Göttin ist Durga, die in unterschiedlichen Erscheinungsformen auftritt. Dazu zählen Sarasvati, Lakshmi, Ambika und Ishvari.
Eine Vielzahl indischer Gurus werden in Indien ebenfalls als Avatare verehrt. Zu den weltweit bekanntesten zählen Sri Sathya Sai Baba und Sri Mata Amritanandamayi Devi.

## Göttliche Erscheinungen vor Tieren
In den religiösen Überlieferungen der Menschen finden sich antike literarische Aufzeichnungen über das Erscheinen von Gottheiten bei Tieren, wobei die Tiere in der Regel in der Lage sind, den Menschen in menschlicher Sprache von ihren Erfahrungen zu berichten:
- In zahlreichen Schöpfungsgeschichten sprechen eine oder mehrere Gottheiten mit vielen Arten von Tieren, oft noch vor der Entstehung des trockenen Landes auf der Erde.[92]
- Im hinduistischen Ramayana wird der Affenführer Hanuman von Gottheiten informiert und meist bewusst von ihnen angesprochen.[93]

## Philosophie–Theologie
Die Auffassung der „immerwährenden bzw. ewigen Philosophie“ (Philosophia perennis) ist, dass es eine einzige oder zentrale Wahrheit oder Erfahrung gibt, die von allen Religionen geteilt wird, auch wenn sie unterschiedliche Begriffe und Sprachen verwenden, um sie auszudrücken. Diese Ansicht wird unter anderem von Aldous Huxley, Ken Wilber, den Denkern des Traditionalismus und dem Neo-Vedanta vertreten.
Der deutsche Philosoph Ludwig Feuerbach vertrat die Auffassung, dass die Erscheinungen Gottes als Projektionen menschlicher Wünsche und Sehnsüchte zu interpretieren sind. Gemäß seiner Projektionstheorie überträgt der Mensch Eigenschaften wie Unsterblichkeit, Allmacht und Vollkommenheit, die er selbst anstrebt, auf ein göttliches Wesen.

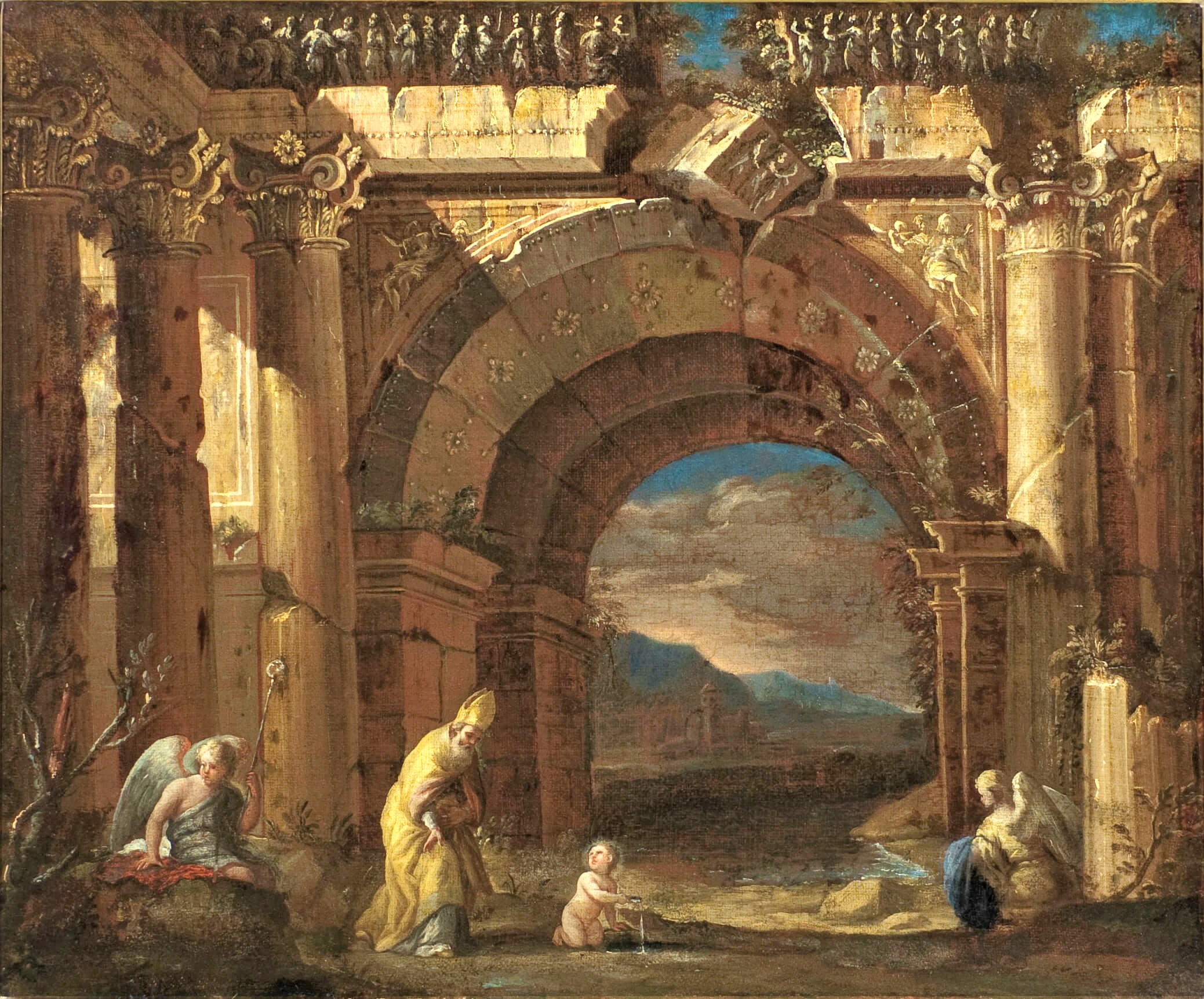
Die Theophanie des heiligen Augustinus von Hipo vom italienischen Barockmaler Ascanio Luciano

### Augustinus
Im Jahr 386 geriet Augustinus in eine Krise, worauf er seinen Beruf aufgab. Die Wende brachte eine meist als Bekehrungserlebnis bezeichnete religiöse Erfahrung, die seine Hinwendung zum Christentum vollendete. Augustinus hat diese Erfahrung mehrfach beschrieben. Am berühmtesten wurde die Schilderung am Ende des achten Buches der Confessiones (Bekenntnisse). Sie hat in Malerei, Literatur und biographischem Schrifttum ein starkes Echo gefunden.
Im Zustand religiöser Unruhe und Ungewissheit verließ Augustinus das Haus und ging in den Garten, gefolgt von Alypius. Dort wurde ihm sein Elend bewusst, er brach in Tränen aus. Er entfernte sich von Alypius, legte sich weinend unter einen Feigenbaum und sprach zu Gott. Plötzlich vernahm er eine Kinderstimme, die angeblich immer wieder rief: „Nimm, lies!“ (lateinisch Tolle, lege!). Da ihm Ähnliches über Antonius, den Einsiedler aus der Wüste, bekannt war, verstand er: Gott befahl ihm, ein Buch aufzuschlagen und die Stelle zu lesen, auf die sein Blick als erste fallen würde. Er schlug die Seiten mit den Paulusbriefen auf, las und erlangte Gewissheit.

### Johannes Scottus Eriugena und Dionysius Areopagi
Der irische Theologe und Philosoph Johannes Scottus Eriugena (* im frühen 9. Jahrhundert; † im späten 9. Jahrhundert), sah die Schöpfung selbst als Theophanie, bei der Gott sich durch geschaffene Dinge offenbart kennen. Das heißt nur durch die Theophanie, wie auch Dionysius Areopagita vor ihm argumentierte. Die „Schöpfung“ der Welt ist in Wirklichkeit eine Offenbarung des Wesens Gottes in den Dingen. So wie er sich dem Verstand und der Seele in der höheren intellektuellen und geistigen Wahrheit offenbart, so offenbart er sich den Sinnen in der geschaffenen Welt um uns herum. Die Schöpfung ist also ein Prozess der Entfaltung der göttlichen Natur. Die Theophanie ist also in diesem engeren Sinne für den Menschen ein Aufstieg zu Gott, bei dem jeder gute Wunsch und jede gute Tat eine Stufe ist, und für Gott eine für den menschlichen Geist verständliche Offenbarung.

### Meister Eckhart

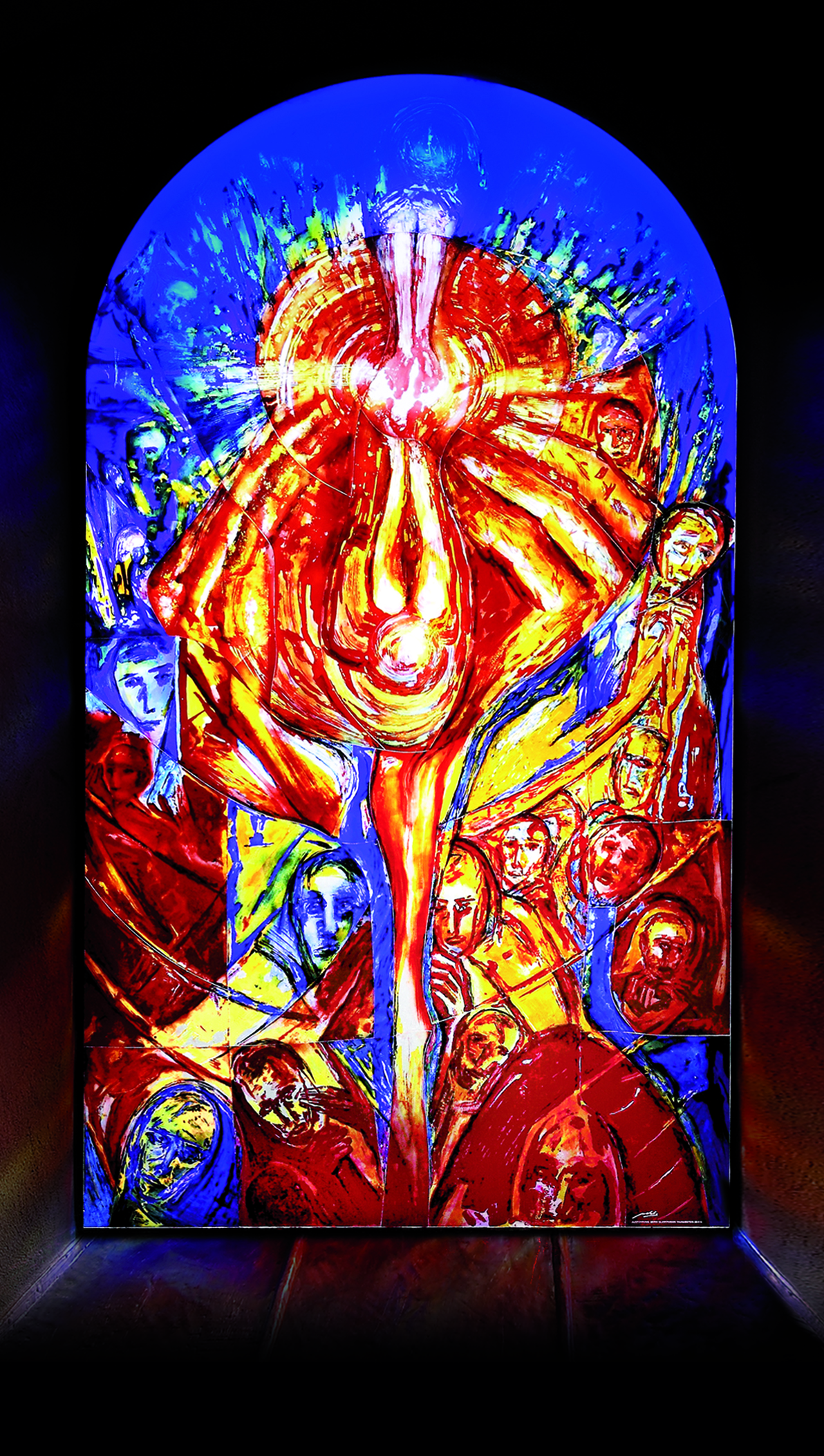
„Gottesgeburt in der Menschenseele“ Chorfenster in der St.-Nikolaus-Kirche

Meister Eckhart zufolge ist die Menschwerdung Gottes kein einmaliges Ereignis, sondern ein universelles und fortwährendes Prinzip. Demzufolge wird Gott in jedem Menschen geboren, wenn dieser Raum für ihn schafft. Eckhart betont, dass die göttliche Geburt im Seelengrund geschieht, wo Gott sein Wesen vollständig in den Menschen ergießt. Dieser Vorgang ist dynamisch und verwirklicht die Einheit von Gott und Mensch. Dadurch können Menschen eins mit Gott und auch Gottes Sohn werden.
Für Meister Eckhart (1260–1328) ist die Menschwerdung Gottes kein einmaliges Ereignis: „Der Vater gebiert seinen Sohn ohne Unterlass […] Er gebiert mich als seinen Sohn und als denselben Sohn“. Gott sei nicht nur „dort“ – als Jesus von Nazareth – Mensch geworden, sondern „hier wie dort“, „und er ist aus dem Grunde Mensch geworden, dass er auch dich als seinen eingeborenen Sohn gebäre und als nicht geringer“.

### Philosophen der Neuzeit
Der deutsche Philosoph der Aufklärung Immanuel Kant benennt in seiner Kritik der Urteilskraft das Erdbeben von Lissabon (1755), angesichts dessen Ausmaße das Vorstellungsvermögen versagt, als eine der Mächte, die das Gefühl des Erhabenen und den Respekt vor dem Übersinnlichen im Menschen weckt und die menschliche Sprache verstummen lässt, gewissermaßen als eine Theophanie.
Die französische Philosophin, politische Aktivistin und Mystikerin Simone Weil beschreibt ihre Theophanie in der Abtei Saint-Pierre de Solesmes, wo sie alle Gottesdienste besuchte und täglich gregorianische Gesänge hörte, folgendermaßen. „Ich hatte bohrende Kopfschmerzen; jeder Ton schmerzte mich wie ein Schlag; und da erlaubte mir eine äußerste Anstrengung der Aufmerksamkeit, aus dem elenden Fleisch herauszutreten, es in seinen Winkel hingekauert allein leiden zu lassen und in der unerhörten Schönheit der Gesänge und Worte eine reine und vollkommene Freude zu finden. Diese Erfahrung hat mich durch Analogie besser verstehen lassen, wie es möglich sei, die göttliche Liebe durch das Unglück hindurch zu lieben. Ich brauche nicht eigens hinzuzufügen, dass im Verlauf der Gottesdienste der Gedanke an die Passion Christi ein für alle Mal in mich Eingang fand.“
Die Philosophin Christina Schefer trägt Indizien für ihre Ansicht vor, wonach im Zentrum von Platons Denken weder die geschriebene Ideenlehre noch die ungeschriebene Lehre stand, sondern eine „unsagbare“ religiöse Erfahrung, die Theophanie des antiken griechischen Gottes Apollon.

## Moderne

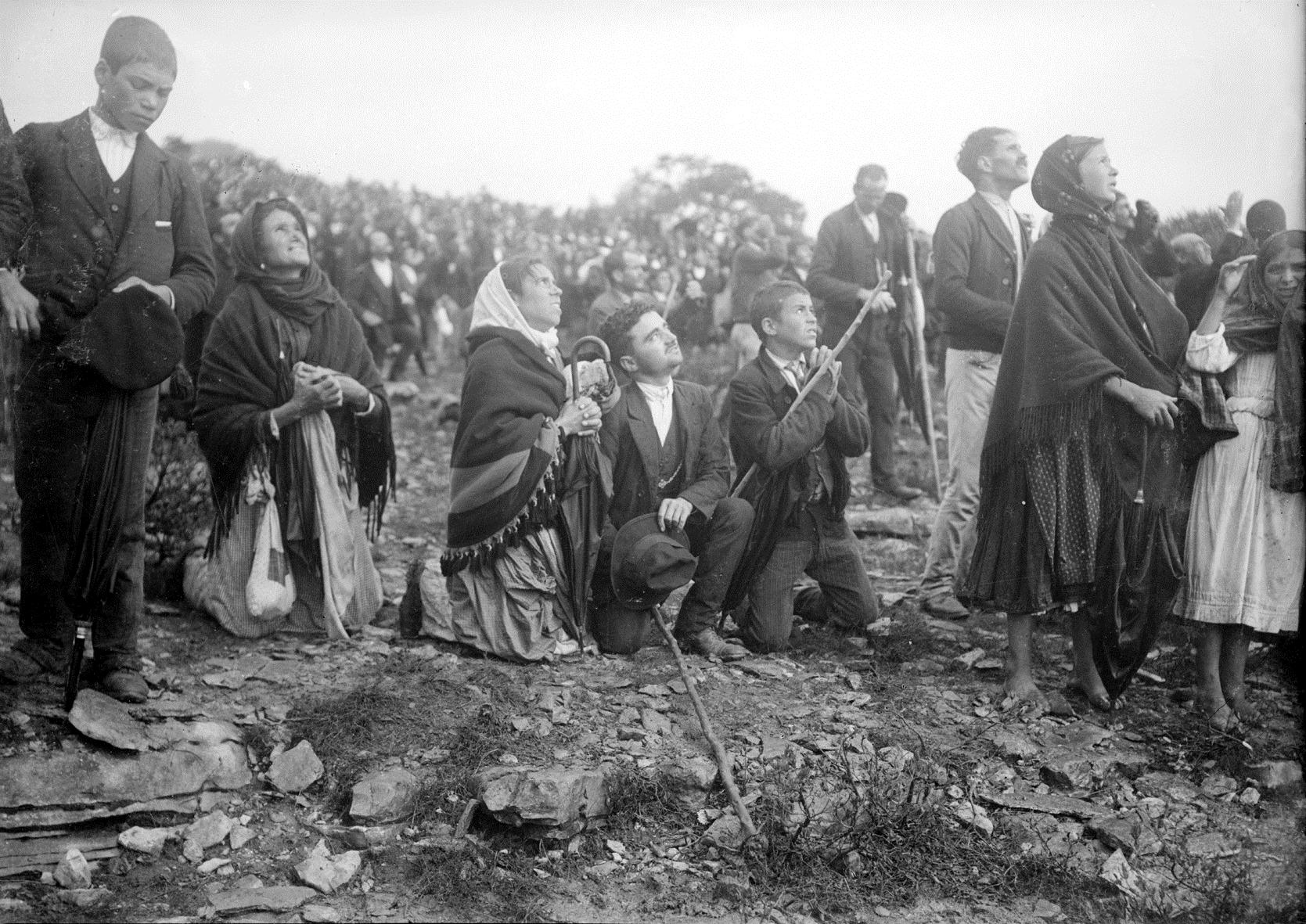
Sonnenwunder (1917)

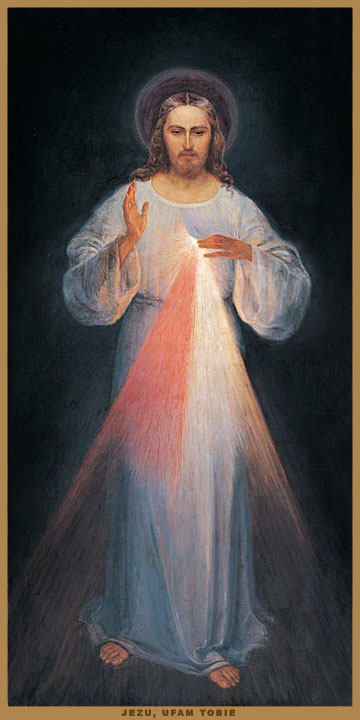
Gnadenbild vom barmherzigen Jesus, gemalt 1934 nach den Visionen der heiligen Maria Faustyna Kowalska

Die antike Vorstellung von Ankunft und Erscheinung des Gottes ist wieder aufgenommen in der Hymne der modernen Olympischen Spiele „Αρχαίον Πνεύμ’ αθάνατον“ (archion pnevm athanaton), in welcher der „alte unsterbliche Geist“ gebeten wird, als Blitz herbzufahren und sich so zu zeigen.
1852 wurde Bahāʾullāh (arabisch: Herrlichkeit Gottes) eingekerkert und in schwere Ketten gelegt. Später berichtete Bahāʾullāh, dort den Beginn seiner göttlichen Offenbarung erfahren zu haben:

„[…] in den seltenen Augenblicken des Schlummers [hatte Ich] ein Gefühl, wie wenn etwas vom Scheitel Meines Hauptes über Meine Brust strömte, einem mächtigen Sturzbach gleich, der sich vom Gipfel eines hohen Berges zu Tal ergießt. […] Meine Zunge sprach in solchen Augenblicken Worte, die zu hören kein Mensch hätte ertragen können.“

Das Sonnenwunder vom 13. Oktober 1917 war eine Theophanie im Rahmen der Erscheinungen von Fátima, die von mindestens 30.000 Menschen nahe Fátima in Portugal beobachtet wurde und von der katholischen Kirche als Wunder eingestuft wird. Vielen Zeugenaussagen entsprechend sollen nach einem Regenguss die Wolken aufgebrochen und die Sonne als eine undurchsichtige, sich drehende Scheibe am Himmel erschienen sein. Es wurde berichtet, sie sei erheblich weniger hell als gewöhnlich gewesen und habe bunte Lichter auf Landschaft, Anwesende und Wolken sowie Schatten geworfen. Die Sonne habe sich dann zur Seite geneigt und in einem Zickzackkurs auf die Erde zubewegt. Augenzeugen berichteten, dass sowohl der nasse Boden als auch ihre Kleidung innerhalb von zehn Minuten getrocknet seien.
Nach Aussagen der polnischen Ordensschwester und Mystikerin Maria Faustyna Kowalska (1905–1938) erschienen ihr wiederholt Jesus Christus (manchmal in Gestalt des Jesuskindes, manchmal als Erwachsener), Maria, Engel und andere Heilige. In diesen Visionen erhielt sie nach ihren Angaben von Jesus den Auftrag, Künderin der Barmherzigkeit Gottes zu sein. Ihr sei ferner aufgetragen worden, ein Bild Jesu malen zu lassen, von dessen Heiligstem Herzen zwei Strahlen ausgehen.
Die französische Philosophin, Mystikerin und politische Aktivistin Simone Weil erlebte im November 1938 eine tiefe spirituelle Erfahrungen beim gebetartigen Sprechen eines Gedichts von George Herbert (1593–1633). Das Gedicht hinterließ bei ihr einen starken Eindruck. Das Empfinden, dass Christus zugegen sei, beschrieb Simone Weil nicht als Erscheinung, sondern als „eine persönliche, gewissere, wirklichere Gegenwart als die eines menschlichen Wesens“. Weder Sinne noch Einbildungskraft seien an der „plötzlichen Übermächtigung durch Christus“ beteiligt gewesen. Sie habe durch das Leiden hindurch die Gegenwart einer Liebe empfunden gleich jener, „die man in dem Lächeln eines geliebten Antlitzes liest“.
Als Mutter Teresa 1946 durch Kalkutta fuhr, spürte sie beim Anblick eines Kruzifixes die Berufung, den Armen zu helfen. Sie beschrieb dieses Erlebnis als mystische Begegnung mit Jesus, der sie mit den Worten „Mich dürstet“ zum Dienst an den Armen aufforderte.
Der Science-Fiction-Autor Philip K. Dick erlebte 1974 eine Reihe von Halluzinationen. Abgesehen von dem „rosa Strahl“ beschrieb er die Halluzinationen als geometrische Muster und als kurze Bilder von Jesus und dem alten Rom. Als die Visionen an Dauer und Häufigkeit zunahmen, behauptete Dick, er habe begonnen, zwei parallele Leben zu führen – eines als er selbst, „Philip K. Dick“, und eines als „Thomas“, ein von den Römern verfolgter Christ. Er schrieb über diese gnostische Erfahrungen, zunächst in dem Roman Radio Free Albemuth (1985), dann in Valis (1981) und dem unvollendeten The Owl in Daylight (die VALIS-Trilogie).

## Verschiedenes
Der Bischof Eusebius von Caesarea, der im 4. Jahrhundert lebte, schrieb ein Buch mit dem Titel Theophania, das auf Christi Inkarnation Bezug nimmt.
Theophaneia ist eine 1940 begründete wissenschaftliche Schriftenreihe, in der Monografien zur Spätantike erscheinen.
Da Gotteserscheinungen für andere Menschen nicht nachprüfbar sind, entziehen sie sich der Prüfbarkeit mit experimentell-naturwissenschaftlichen Methoden. Über den Wahrheitsgehalt von Theophanien kann daher naturwissenschaftlich nichts ausgesagt werden. Kritiker bezeichnen Theophanien daher als Irrtum, Täuschung, Illusion oder gar Wahnvorstellung.